# Loimu
Loimu (tidigare T 21) var en finländsk minläggare som tjänstgjorde under andra världskriget. 